# Орликский сельский совет (Кобелякский район)
Орликский сельский совет (укр. Орлицька сільська рада) — входит в состав
Кобелякского района
Полтавской области
Украины.
Административный центр сельского совета находится в 
с. Орлик.

## Населённые пункты совета
- с. Орлик